# Margot Hofer
Margot Hofer (* 23. Juni 1943 in Prag) ist eine ehemalige österreichische Politikerin (FPÖ), Volkswirtin sowie Hausfrau. Sie war von 1983 bis 1997 Abgeordnete zum Salzburger Landtag und danach von 1997 bis 1999 Landesrätin in der Salzburger Landesregierung. Zwischen 1994 und 1997 wirkte sie zudem als Dritte Landtagspräsidentin. 

## Ausbildung und Beruf
Hofer besuchte zwischen 1949 und 1953 die Volksschule in kärntnerischen Gmünd und wechselte 1953  an das Realgymnasium in Spittal an der Drau, das sie bis 1961 besuchte. Im Anschluss absolvierte Hofer zwischen 1961 und 1962 Abiturientenkurse an der Handelsakademie in Klagenfurt und erwarb danach von 1962 bis 1963 Berufspraxis bei einer Baufirma in München. In der Folge setzte Hofer ihre Ausbildung 1964 durch ein Studium der Wirtschaftswissenschaften an der Universität Innsbruck fort, wo sie 1969 zur Diplom-Volkswirtin promovierte.
Hofer arbeitete zwischen 1970 und 1975 für eine Steuerberatungskanzlei in Salzburg und war danach Hausfrau.

## Politik und Funktionen
Nach ihrem Beitritt zur FPÖ im Jahr 1969 übernahm Hofer 1977 die Funktion der FPÖ-Ortsgruppenobfrau von Salzburg-Lehen. Bis 2000 wirkte sie innerparteilich zudem als Landesfrauenreferentin der FPÖ Salzburg, zwischen 1972 und 2000 war sie zudem  Landesobfrau des Freiheitlichen Familienverbandes. Ihre höchsten innerparteilichen Funktionen hatte sie zwischen 1982 und 1998 als Landesparteiobmann-Stellvertreterin der FPÖ Salzburg sowie  1997 als geschäftsführende Landesparteiobfrau inne. Zudem war sie von 1977 bis 1998 Bezirksparteiobmann-Stellvertreterin der FPÖ Salzburg-Stadt, von 1977 bis 1999 Mitglied der Landesparteileitung und von 1977 bis 1998 Mitglied des Landesparteivorstandes der FPÖ Salzburg. Auf Bundesebene war sie von 1992 bis 1994 als Mitglied des Bundesparteivorstandes der FPÖ aktiv.
Ihr erstes politisches Mandat übte Hofer zwischen 1977 und 1983 als Gemeinderätin in der Stadt Salzburg aus, wobei sie von 1982 bis 1983 das Amt einer Stadträtin innegehabt hatte. Sie wurde am 19. Oktober 1983 als Abgeordnete zum Salzburger Landtag angelobt und gehörte diesem Gremium bis zum 11. November 1997 an. Zudem wirkte sie vom 2. Mai 1994 bis zu ihrem Ausscheiden aus dem Landtag als Dritte Landtagspräsidentin. Danach war sie vom 12. November 1997 bis zum 27. April 1999 Landesrätin in der Salzburger Landesregierung.
Neben ihren politischen Mandaten war Hofer von 1977 bis 1979 auch Mitglied des Bezirksschulrates Salzburg-Stadt und von  1974 bis 1994 Mitglied des Landesschulrates für Salzburg. Des Weiteren war sie von 1983 bis 1999 Mitglied des Wohnbauförderungs- und des Sozialhilfebeirates sowie ab 1983 Vizepräsidentin des Salzburger Zivilschutzverbandes.

## Auszeichnungen
- Goldenes Ehrenzeichen des Landes Salzburg (1999)
- Bürgerbrief der Stadt Salzburg (2006)